# SuperStar SMTown
《SuperStar SMTOWN》是韓國SM娛樂公司和韓國節奏遊戲公司Dalcomsoft合作，2014年8月在Google Play推出的音樂遊戲。遊戲特色在於，歌曲是韓國SM娛樂公司藝人的主打歌曲，像是：寶兒、東方神起、Super Junior、少女時代、SHINee、f(x)、EXO、Red Velvet、NCT和aespa。 需要說明的是，本遊戲僅在韓國、新加坡、香港、菲律賓、馬來西亞及泰國App Store（iOS）和Google Play（Android）提供，而在語言則是提供英文及韓文。 《全民天團》是該遊戲的中國服務器版本。
《SuperStar SMTOWN》是一款透過觸控來完成的節奏遊戲，除此之外還融合卡牌元素，遊戲中的小卡都是按照專輯宣傳照去製作，玩家可以透過蒐集團員的小卡來增加遊戲分數。截至2020年4月，遊戲中提供了來自SM娛樂餘60組藝人，500首以上的歌曲，以及1000張以上的卡牌。
SM娛樂表示，他們希望喜歡K-POP的歌迷能同時享受遊戲以及喜愛的藝人。

## 遊戲介紹
像其他的節奏遊戲一樣，當顏色到達螢幕的底部時，玩家需在正確的時間擊中顏色，得以獲得“節奏分數”，當連續在正確的時間擊中，就能獲得更高的分數。當每首歌曲結束後，最高分的五組藝人中的最高分歌曲分數會被記錄下來，使玩家與線上的其他玩家比較；當分數到達同階玩家的前五名，玩家就可以晉級下一個更高的階级排行榜；有了足夠的積分，玩家可以在玩家排行榜上排名。
遊戲的特色在於歌曲是來自SM娛樂的藝人，在完成一首歌曲後，一首新的歌曲将被解鎖。目標是解锁所有歌曲的三个难度等级：簡單、中等和困難。超過230首歌曲需在三個關卡難度中被解鎖。當同一難度的所有歌曲被解鎖後，“挑戰”模式將被解鎖。
在遊戲中每播放一首歌需要一個“耳機”，耳機可以通过超越別的玩家來取得，也可以等待5分鐘來獲取一個耳機，但最多只有20個可以存儲，或從遊戲中購買。另外“鑽石”是在遊戲中使用的貨幣。它可以用來購買耳機、卡牌、節奏分數等。

## 卡牌
藝人的卡牌也是遊戲中的特點之一。卡牌被分為五個等級，分別是R級、S級、A級、B級，和C級卡。在解鎖歌曲時，每完成一首新歌曲後，玩家可以得到一張新卡牌（通常是C級卡牌）；玩家亦可從遊戲中購買更高等級的卡牌。截至2020年4月，已收錄有將近 1000 張以上的明星卡牌。

## 歌曲
《SuperStar SMTOWN》有來自56個SM娛樂的男子團體、女子團體、子團體和獨唱歌手，超過330首歌曲：安七炫、寶兒、東方神起、鄭允浩、沈昌珉、Super Junior、Super Junior-K.R.Y.、Super Junior-M、圭賢、Super Junior Donghae & Eunhyuk、M&D、厲旭、藝聲、Henry、周覓、少女時代、少女時代-太蒂徐、少女時代-Oh! GG、泰妍、蒂芬妮、徐玄、孝淵、潤娥、俞利、SHINee、泰民、鐘鉉、KEY (歌手)、溫流、f(x)、Amber、Luna、EXO、EXO-K、EXO-M、EXO-CBX、EXO-SC、Baekhyun、Chen、LAY、Suho、Red Velvet、Red Velvet - IRENE & SEULGI、NCT所屬的NCT U、NCT 127、NCT DREAM及WayV、SuperM、aespa和SMTOWN以及公司內其他企劃（如S.M.THE BALLAD）的歌曲也包含在內。
游戏内歌曲多为韩语，但Super Junior-M、周觅、潤娥、EXO-M、LAY、NCT Dream、WayV的部分歌曲为中文，Amber、Red Velvet、NCT 127、SMTOWN的部分歌曲為英文。